# Odel
 (avril 2021).
Cet article possède un paronyme, voir Odell.

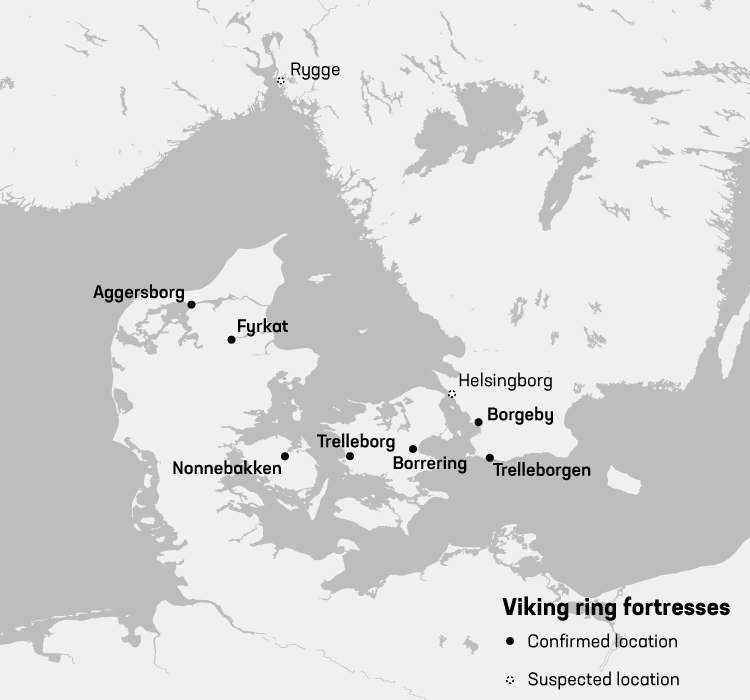
Carte de sites fortifiés vikings, ici des rings, dont l'odel est le cœur stratégique et légal.

On appelle odel ou udal une construction foncière du Haut Moyen Âge chez les populations germaniques, qui se rapproche dans sa définition étroite du domaine fortifié de la motte castrale, et évoque plus largement un modèle de propriété foncière. De nos jours, quelques communautés scandinaves connaissent toujours le modèle de l'odel malgré une baisse d'influence dès le XVIIe siècle.

## Origines et usage
Concernant le sens premier du terme, l'étymologie se révèle éclairante : l'udal est la meilleure fraction de la terre, et par extension la terre de meilleure qualité agricole dans tout ce qu'elle implique juridiquement. L'odel se retrouve un peu partout dans le monde germanique, des Anglo-Saxons (odil) aux Vikings (odal) et est intimement lié à la famille du propriétaire. Cette notion, impliquant l'alleu et la pleine propriété sans sujétion à un pouvoir supérieur (comme dans une société féodale), est une puissante marque de richesse dans une société majoritairement agraire et demeure étrangère au droit romain, s'y imbriquant pourtant à l'époque des migrations barbares (IVe-VIe siècles) : le tenancier est souvent un hauld, un noble, et sa parcelle exempte de nombreuses obligations en fait un privilégié. Le système s'exporte du reste rapidement aux Îles Shetland et aux Orcades (uddall ou uthèl) par l'intermédiaire de colons norvégiens ; l'Angleterre anglo-saxonne n'est pas épargnée et l'odel s'implante durablement dans les boroughs.
En parallèle, l'odel prend une signification nouvelle et se réduit tantôt à la "demeure seigneuriale", la plupart du temps une simple tour de bois, logée au centre du camp retranché que l'on peut voir sur la colonne trajane,. C'est alors la pièce maîtresse du complexe fait de fosses et de remblais de terre, ceint de multiples palissades et commandant les environs, complexe que l'on compare volontiers au Ring des Avars ou au palais hongrois d'Attila.